# Championnats d'Europe d'aviron 2022
Navigation
Varèse 2021 Bled 2023
Les Championnats d'Europe d'aviron 2022, soixante-dix-neuvième édition des Championnats d'Europe d'aviron, ont lieu du 11 au 14 août 2022 à Munich, en Allemagne. Les épreuves se tiennent sur le parcours de régate d'Oberschleißheim.
La compétition fait partie des Championnats sportifs européens 2022.

## Podiums

### Hommes
| Épreuves                           | Or | Or            | Argent | Argent        | Bronze | Bronze        |
| ---------------------------------- | --- | ------------- | --- | ------------- | --- | ------------- |
| Skiff poids légers LM1x            | Antonios Papakonstantinou | 7 min 21 s 84 | Gabriel Soares | 7 min 24 s 21 | Andri Struzina | 7 min 31 s 23 |
| Deux de pointe poids légers LM2-   | Hongrie Bence Szabo Kalman Furko | 7 min 17 s 4  | Turquie Enes Yenipazarli Bayram Sonmez | 7 min 25 s 55 | Non attribuée | Non attribuée |
| Deux de couple poids légers LM2x   | Irlande Fintan McCarthy Paul O'Donovan | 6 min 34 s 72 | Italie Pietro Ruta Stefano Oppo | 6 min 38 s 40 | Suisse Jan Schaeble Raphael Ahumada Ireland | 6 min 39 s 67 |
| Quatre de pointe poids légers LM4- | Italie Antonio Vicino Martino Goretti Niels Torre Patrick Rocek                                                                                     | 6 min 17 s 83 | Non attribuée | Non attribuée | Non attribuée | Non attribuée |
| Skiff M1x                          | Melvin Twellaar | 7 min 14 s 72 | Stefanos Ntouskos | 7 min 15 s 1  | Kristian Vasilev | 7 min 16 s 37 |
| Deux de pointe M2-                 | Roumanie Marius Cozmiuc Sergiu Bejan | 6 min 44 s 28 | Grande-Bretagne Oliver Wynne-Griffith Tom George | 6 min 46 s 52 | Espagne Jaime Canalejo Javier García Ordóñez | 6 min 49 s 13 |
| Deux de couple M2x                 | Croatie Martin Sinkovic Valent Sinkovic | 6 min 35 s 93 | Espagne Aleix Garcia Pujolar Rodrigo Conde Romero | 6 min 38 s 46 | Lituanie Armandas Kelmelis Dovydas Nemeravicius | 6 min 42 s 11 |
| Quatre de pointe M4-               | Grande-Bretagne William Stewart Samuel Nunn Matthew Aldridge Freddie Davidson                                                                       | 6 min 15 s 43 | Pays-Bas Ralf Rienks Ruben Knab Sander de Graaf Rik Rienks                                                                                                  | 6 min 17 s 69 | Roumanie Mihăiță Țigănescu Mugurel Vasile Semciuc Stefan Berariu Florin Lehaci                                                                                        | 6 min 19 s 49 |
| Quatre de couple M4x               | Italie Nicolo Carucci Andrea Panizza Luca Chiumento Giacomo Gentili                                                                                 | 6 min 6 s 77  | Pologne Dominik Czaja Mateusz Biskup Mirosław Ziętarski Fabian Baranski                                                                                     | 6 min 7 s 85  | Roumanie Mihai Chiruta Ciprian Tudosa Ioan Prundeanu Marian Enache | 6 min 8 s 27  |
| Huit M8+                           | Grande-Bretagne Rory Gibbs Morgan Bolding David Bewicke-Copley Sholto Carnegie Charles Elwes Thomas Digby James Rudkin Thomas Ford Harry Brightmore | 5 min 49 s 67 | Pays-Bas Nicolas Van Sprang Leonard Van Lierop Abe Wiersma Jacob Van De Kerkhof Michiel Mantel Mick Makker Guus Mollee Guillaume Krommenhoek Dieuwke Fetter | 5 min 54 s 21 | Italie Vincenzo Abbagnale Cesare Gabbia Emanuele Gaetani Liseo Matteo Lodo Marco Di Costanzo Matteo Castaldo Giuseppe Vicino Leonardo Pietra Caprina Enrico D'Aniello | 5 min 55 s 08 |

### Femmes
| Épreuves                           | Or | Or            | Argent | Argent        | Bronze | Bronze        |
| ---------------------------------- | --- | ------------- | --- | ------------- | --- | ------------- |
| Skiff poids légers LW1x            | Ionela Cozmiuc | 8 min 4 s 41  | Zoí Fítsiou | 8 min 9 s 21  | Martine Veldhuis | 8 min 10 s 20 |
| Deux de couple poids légers LW2x   | Royaume-Uni Emily Craig Imogen Grant | 7 min 27 s 82 | France Laura Tarantola Claire Bove | 7 min 33 s 33 | Italie Valentina Rodini Federica Cesarini | 7 min 36 s 87 |
| Quatre de couple poids légers LW4x | Italie Giulia Mignemi Paola Piazzolla Silvia Crosio Arianna Noseda                                                                                    | 6 min 58 s 48 | Non attribuée | Non attribuée | Non attribuée | Non attribuée |
| Skiff W1x                          | Karolien Florijn | 8 min 1 s 43  | Evangelia Anastasiadou | 8 min 8 s 20  | Alexandra Foester | 8 min 9 s 86  |
| Deux de pointe W2-                 | Roumanie Ioana Vrînceanu Denisa Tilvescu | 7 min 34 s 41 | Grande-Bretagne Emily Ford Esme Booth | 7 min 36 s 20 | Pays-Bas Ymkje Clevering Veronique Meester | 7 min 39 s 49 |
| Deux de couple W2x                 | Roumanie Nicoleta-Ancuța Bodnar Simona Radiș | 7 min 14 s 85 | Pays-Bas Roos de Jong Laila Youssifou | 7 min 21 s 84 | Italie Kiri Tontodonati Stefania Gobbi | 7 min 23 s 04 |
| Quatre de pointe W4-               | Grande-Bretagne Heidi Long Rowan McKellar Samantha Redgrave Rebecca Shorten                                                                           | 6 min 50 s 92 | Irlande Natalie Long Aifric Keogh Tara Hanlon Eimear Lambe                                                                                             | 6 min 52 s 99 | Roumanie Mădălina Bereș Iuliana Buhuș Magdalena Rusu Amalia Bereș                                                                                         | 6 min 53 s 83 |
| Quatre de couple W4x               | Grande-Bretagne Jessica Marie Leyden Lola Anderson Georgina Brayshaw Lucy Glover                                                                      | 6 min 49 s 21 | Pays-Bas Nika Vos Tessa Dullemans Ilse Kolkman Bente Paulis                                                                                            | 6 min 52 s 52 | Ukraine Daryna Verkhogliad Nataliya Dovgodko Kateryna Dudchenko Yevheniia Dovhodko                                                                        | 6 min 53 s 76 |
| Huit W8+                           | Roumanie Magdalena Rusu Iuliana Buhus Nicoleta-Ancuța Bodnar Denisa Tîlvescu Mădălina Bereș Amalia Beres Ioana Vrînceanu Simona Radis Adrian Munteanu | 6 min 26 s 38 | Grande-Bretagne Rebecca Edwards Lauren Irwin Emily Ford Esme Booth Samantha Redgrave Rebecca Shorten Rowan McKellar Heidi Long Morgan Baynham-Williams | 6 min 28 s 2  | Pays-Bas Benthe Boonstra Laila Youssifou Hermine Drenth Marloes Oldenburg Roos de Jong Tinka Offereins Ymkje Clevering Veronique Meester Aniek van Veenen | 6 min 35 s 68 |

### Handisport
| Épreuves                               | Or                                                                                        | Or             | Argent                                                                              | Argent        | Bronze                                                                            | Bronze         |
| -------------------------------------- | ----------------------------------------------------------------------------------------- | -------------- | ----------------------------------------------------------------------------------- | ------------- | --------------------------------------------------------------------------------- | -------------- |
| Skiff hommes PR1 PR1M1x                | Giacomo Perini                                                                            | 9 min 38 s 48  | Roman Polianskyi                                                                    | 9 min 46 s 44 | Benjamin Pritchard                                                                | 9 min 53 s 75  |
| Skiff femmes PR1 PR1W1x                | Birgit Skarstein                                                                          | 10 min 59 s 89 | Manuela Diening                                                                     | 11 min 7 s 89 | Anna Sheremet                                                                     | 11 min 18 s 55 |
| Deux de couple mixte PR2 PR2Mix2x      | Ukraine Svitlana Bohuslavska Iaroslav Koiuda                                              | 8 min 53 s 72  | France Perle Bouge Stéphane Tardieu                                                 | 8 min 57 s 95 | Pologne Jolanta Majka Michal Gadowski                                             | 9 min 2 s 88   |
| Quatre avec barreur mixte PR3 PR3Mix4+ | Royaume-Uni Francesca Allen Giedrė Rakauskaitė Edward Fuller Oliver Stanhope Erin Kennedy | 7 min 6 s 73   | France Erika Sauzeau Margot Boulet Jérôme Hamelin Laurent Cadot Émilie Acquistapace | 7 min 26 s 6  | Allemagne Jan Helmich Susanne Lackner Katharina Marchand Marc Lembeck Inga Thoene | 7 min 33 s 17  |

## Tableau des médailles
| Rang  | Nation          | Or | Argent | Bronze | Total |
| ----- | --------------- | -- | ------ | ------ | ----- |
| 1     | Grande-Bretagne | 6  | 3      | 1      | 10    |
| 2     | Roumanie        | 5  | 0      | 3      | 8     |
| 3     | Italie          | 4  | 2      | 3      | 9     |
| 4     | Pays-Bas        | 2  | 4      | 3      | 9     |
| 5     | Grèce           | 1  | 3      | 0      | 4     |
| 6     | Ukraine         | 1  | 1      | 2      | 4     |
| 7     | Irlande         | 1  | 1      | 0      | 2     |
| 8     | Croatie         | 1  | 0      | 0      | 1     |
| 8     | Hongrie         | 1  | 0      | 0      | 1     |
| 8     | Norvège         | 1  | 0      | 0      | 1     |
| 11    | France          | 0  | 3      | 0      | 3     |
| 12    | Allemagne       | 0  | 1      | 2      | 3     |
| 13    | Espagne         | 0  | 1      | 1      | 2     |
| 13    | Pologne         | 0  | 1      | 1      | 2     |
| 15    | Turquie         | 0  | 1      | 0      | 1     |
| 16    | Suisse          | 0  | 0      | 2      | 2     |
| 17    | Bulgarie        | 0  | 0      | 1      | 1     |
| 17    | Lituanie        | 0  | 0      | 1      | 1     |
| Total | Total           | 23 | 21     | 20     | 64    |